# Banca d'Algeria
La Banca d'Algeria è la banca centrale dello stato africano dell'Algeria.
La moneta ufficiale è il dinaro algerino.